# Ferdinando D’Adda

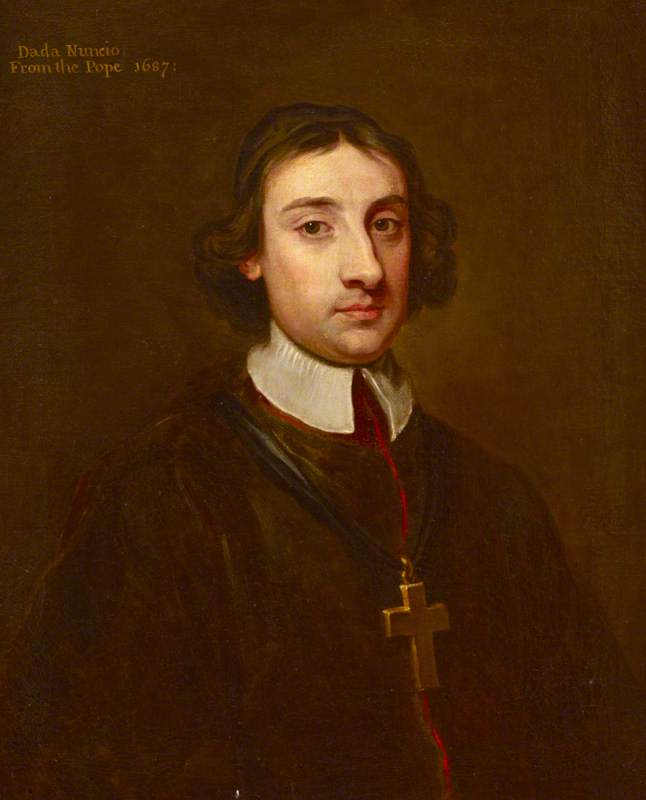
Erzbischof Ferdinando D’Adda als Nuntius in England (Porträt von Godfrey Kneller, 1687)

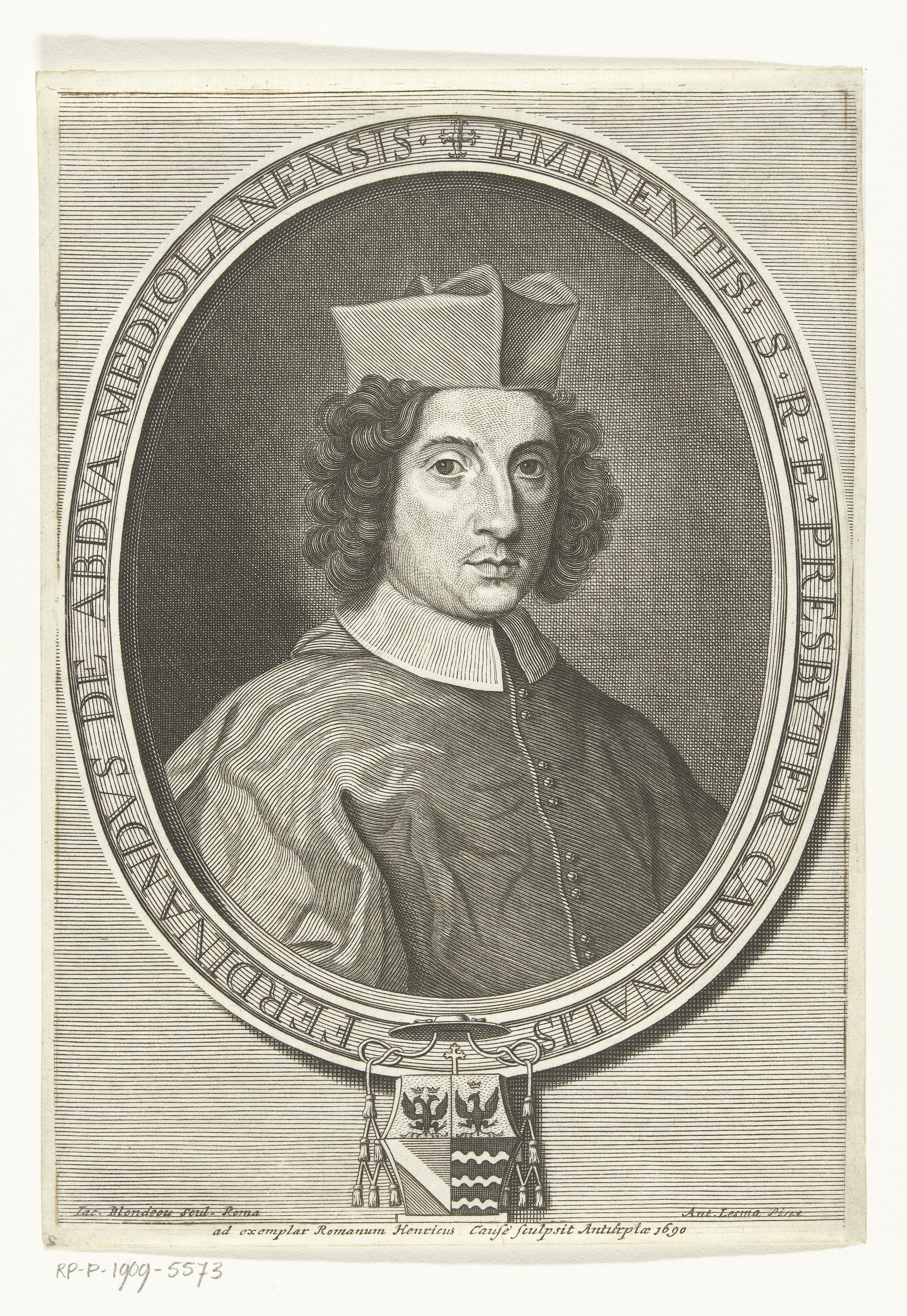
Ferdinando Kardinal D’Adda (Stich von Jacques Blondeau (zwischen 1690 und 1698) mit Kardinalswappen)

Ferdinando D’Adda, auch De Addua oder De Abdva, (* 27. August 1650 in Mailand; † 27. Januar 1719 in Rom) war ein italienischer Kardinal.

## Leben
Ferdinando D’Adda stammte aus einer patrizischen Familie. Seine Eltern waren Costanzo d’Adda, Graf von Sale, und Anna Cusani. Er studierte Rechtswissenschaften an der Universität von Bologna sowie an der Universität von Pavia. Er wurde vom Kollegium der Anwälte Mailands als Auditor der Römischen Rota benannt, trat diese Stellung jedoch nicht an, sondern wurde von Papst Innozenz XI. als Kommendatarabt einer berühmten Abtei eingesetzt und damit beauftragt, dem neuernannten Kardinal Savo Millini, Nuntius in Spanien, das rote Birett nach Madrid zu bringen. Danach wurde er Referendar bei den Tribunalen der Apostolischen Signatur.
Am 3. März 1687 wurde Ferdinando D’Adda zum Titularerzbischof von Amasea ernannt. Die Bischofsweihe spendete ihm am 1. Mai 1687 in London Dominic MacGuire OP, Erzbischof von Armagh; Mitkonsekratoren waren John Leyburn, Apostolischer Vikar von England und Wales, und John O’Mollony, Bischof von Killaloe. Ferdinando D’Adda war Nuntius bei König Jakob II. von England. Während er dieses Amt ausübte, übertrug ihm Papst Innozenz XI. die Aufgabe, den englischen Monarchen dazu zu bewegen, bei König Ludwig XIV. zugunsten der in Frankreich unterdrückten Protestanten vorstellig zu werden. Am 16. Oktober 1689 wurde Ferdinando D’Adda zum Päpstlichen Thronassistenten ernannt.
Papst Alexander VIII. kreierte ihn im Konsistorium vom 13. Februar 1690 zum Kardinal. Den Kardinalshut und die Titelkirche San Clemente verlieh der Papst ihm am 16. Februar desselben Jahres. Ferdinando D’Adda nahm am Konklave 1691 teil, das Papst Innozenz XII. wählte. Am 2. Januar 1696 wechselte er zur Titelkirche Santa Balbina. Er wirkte ab September 1696 als Legat in Ferrara. Im November 1698 wurde er Legat in Bologna, dies blieb er bis zum Februar 1701. Ferdinando D’Adda war Teilnehmer des Konklave 1700 mit der Wahl von Papst Clemens XI. Unter dem neuen Papst wurde er Präfekt der Ritenkongregation und wechselte am 16. April 1714 zur Titelkirche San Pietro in Vincoli. Am 21. Januar 1715 schließlich wurde Ferdinando D’Adda Kardinalbischof und erhielt das suburbikarische Bistum Albano.
Ferdinando D’Adda starb am 27. Januar 1719 um 11 Uhr 45 in seiner Residenz an der Piazza Santi Apostoli und wurde zwei Tage später in der Kirche San Carlo ai Catinari in Rom beigesetzt. Seinen Besitz vermachte er dem Collegio Urbano de Propaganda Fide.